# Nikla, Somogy
Nikla  este un sat în districtul Marcal, județul Somogy, Ungaria, având o populație de 783 de locuitori (2011). 

## Demografie
Componența etnică a satului Nikla
     Maghiari (90,03%)
     Romi (6,21%)
     Germani (2,75%)
     Necunoscut (1,01%)
     Alții (1,01%)
Componența confesională a satului Nikla
     Fără religie (3,07%)
     Luterani (1,02%)
     Necunoscută (94,76%)
     Alte religii (2,3%)
Conform recensământului din 2011, satul Nikla avea 783 de locuitori. Din punct de vedere etnic, majoritatea locuitorilor (90,03%) erau maghiari, existând și minorități de romi (6,21%) și germani (2,75%). Apartenența etnică nu este cunoscută în cazul a 1,01% din locuitori. Nu există o religie majoritară, locuitorii fiind persoane fără religie (3,07%) și luterani (1,02%). Pentru 94,76% din locuitori nu este cunoscută apartenența confesională.